# Alla vill till himmelen men ingen vill dö
Alla vill till himmelen men ingen vill dö är Timbuktus fjärde studioalbum. Albumet släpptes den 23 februari 2005 på skivbolaget JuJu Records.
Skivan sålde guld i Sverige och Norge och den gästas av bland andra Supreme (Looptroop), Chords, Svante Lodén (Damn!), DJ Amato och Promoe (Looptroop). Den första singeln från skivan var "Alla vill till himmelen men ingen vill dö" och den spelades in i Ghana. Följande singlar var "Det löser sig" (tillsammans med Chords & Supreme) som blev en stor hit i Sverige och "Stirra ner".
Skivan rankades av Sonic Magazine i juni 2013 som det 26:e bästa svenska albumet någonsin..
Sångtiteln Alla vill till himmelen men ingen vill dö är tagen från den amerikanska artisten Loretta Lynns Everybody wants to go to heaven but nobody wants to die, som släpptes år 1965, och är till stor del en översättning av det engelskspråkiga originalet. 

## Låtlista
1. "Generellt"
2. "Alla vill till himmelen men ingen vill dö"
3. "Plotten tjocknar"
4. "Kärlekens bandvagn"
5. "Fruktansvärld" m/ Promoe
6. "Sömnlös i Skåne"
7. "I väntan på vadå"
8. "Nu"
9. "Det löser sej" m/ Chords & Supreme
10. "Skjuter du, skjuter jag" m/ Svante Lodén
11. "Stirra ner"
12. "Åk dit" m/ Chords
13. "Oavsett vad"